# Luis Brethauer
Luis Brethauer, né le 14 septembre 1992 à Aschaffenbourg, est un coureur cycliste allemand, spécialiste du BMX. Il est notamment médaillé de bronze aux championnats du monde.

## Biographie
Luis Brethauer prend part aux Jeux olympiques de 2012 et est éliminé en quarts de finale.
Il décroche le plus grand résultat de sa carrière lors des championnats du monde de BMX 2013 à Auckland. Après une bonne performance, il atteint la finale et remporte la médaille de bronze. Il est devancé par le Britannique Liam Phillips et le local Marc Willers.
En 2015, il atteint la demi-finale des premiers Jeux européens à Bakou. En juillet de la même année, il remporte le contre-la-montre en BMX aux championnats nationaux et le titre de champion d'Allemagne en « race » pour la 6e fois.
En juillet 2016, il remporte son septième titre de champion d'Allemagne en « race ». Aux Jeux olympiques de 2016 à Rio de Janeiro, il est éliminé après avoir chuté en demi-finale.

## Palmarès en BMX

### Jeux olympiques
- Londres 2012
  - Éliminé en quarts de finale du BMX
- Rio 2016
  - Éliminé en demi-finales du BMX

### Championnats du monde
- Auckland 2013
  -  Médaillé de bronze du BMX

### Coupe du monde
- 2009 : 119e du classement général
- 2010 : 31e du classement général
- 2011 : 41e du classement général
- 2012 : 17e du classement général
- 2013 : 34e du classement général
- 2014 : 51e du classement général
- 2015 : 47e du classement général
- 2016 : 38e du classement général
- 2017 : 69e du classement général
- 2018 : 60e du classement général
- 2019 : 102e du classement général